# Dogmatisme
El dogmatisme és una posició filosòfica que afirma la possibilitat de l'ésser humà d'accedir de forma total i segura al coneixement ple de la realitat que ens envolta. Planteja així una visió molt optimista sobre les capacitats humanes del coneixement científic. Un dels filòsofs que es consideren dins del dogmatisme és René Descartes, qui confiava plenament en què la raó humana, a través d'un mètode correcte, pot accedir a la "Veritat". Aquesta visió s'enfronta amb l'escepticisme, que planteja la impossibilitat de l'accés total al coneixement.